# Puerto de Matarani
Matarani (referido en el Sistema de Consulta de Centros Poblados del INEI como Islay (Matarani)) es una localidad portuaria peruana capital del distrito de Islay en la provincia homónima ubicada en el departamento de Arequipa. Constituye uno de los tres puertos del Pacífico Sur Peruano (Marcona e Ilo) por donde sale la carretera Interoceánica hacia el sur del Perú y los países vecinos de Brasil y Bolivia interconectando por estas vías al atlántico brasileño. Este puerto, logró ubicarse el año 2008 como el segundo con mayor tráfico del Perú después del Callao.
El puerto de Matarani, atendió a 10 cruceros procedentes de diferentes continentes en el 2014 y en enero recibirá a cuatro adicionales, se está consolidando como una alternativa para los cruceros que operan en la costa del Pacífico Sur, permitiendo a los viajeros conocer los principales atractivos turísticos de Arequipa.
En el 2018, el movimiento portuario en el puerto de Matarani fue de 22,192 TEU ubicándose en el puesto 90 en la lista de actividad portuaria de América Latina y el Caribe.

## Servicios Portuarios

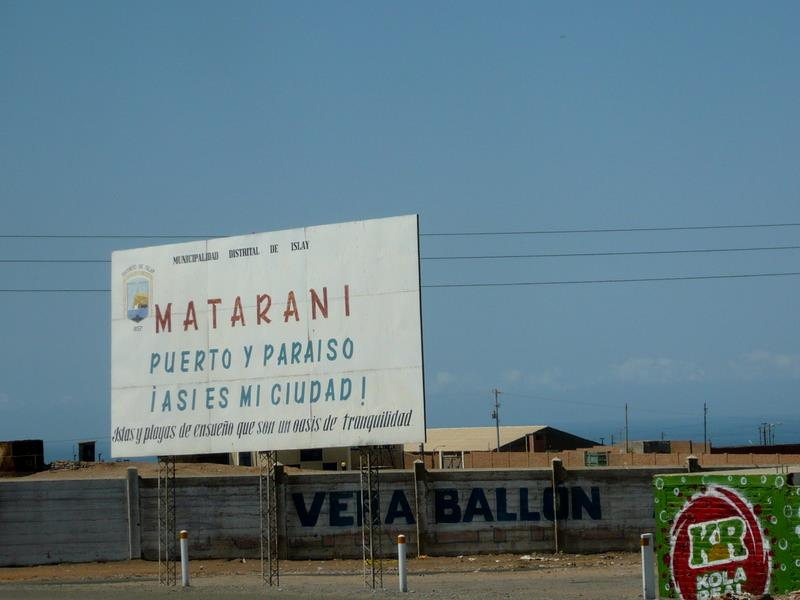
Matarani visto desde la ruta nacional PE-1S.

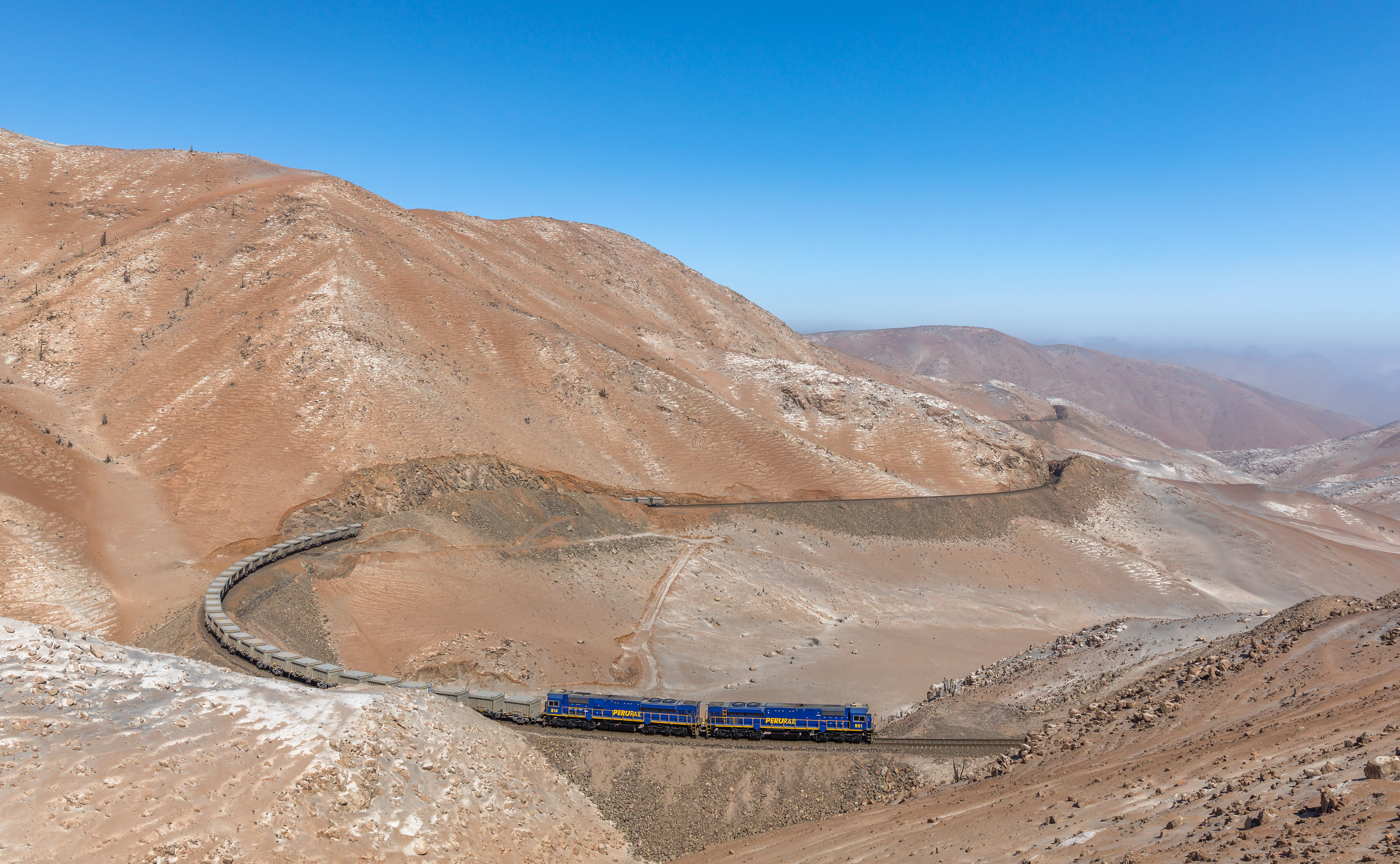
Ruta del Tramo Sur del Ferrocarril del Sur administrado por PeruRail entre Matarani y La Joya.

El puerto ofrece los siguientes servicios servicios:

### A la nave
- Amarre/Desamarre y Alquiler de Amarradero, permite la atención de naves de dimensiones grandes, pudiendo atender simultáneamente hasta 3 naves.

- Practicaje y Remolcaje, cuentan con lanchas para apoyo,así como con toda la ayuda necesaria  para recalar con seguridad: enfilaciones, faros, boyas, luces, entre otros.

- Servicios Diversos y Suministros, servicio de maestranza y servicios adicionales como seguridad, suministro de energía eléctrica, agua, combustible, etc.

### A la carga
Cuenta con moderna infraestructura, amplias áreas de operaciones y equipos adecuados, manejamos  diferentes tipos de carga: mercadería general, graneles sólidos, líquidos, carga rodante, contenedorizada y refrigerada.
Se dispone de dos grúas: Grúa Gottwald modelo HMK 280, Grúa Liebher LHM 400
- Graneles Sólidos, infraestructura y sistemas completamente automatizados para  manejar diferentes tipos de graneles, fertilizantes, cereales, minerales, carbón, clinker, sal industrial, etc.

- Minerales, sistema de recepción, almacenamiento y embarque de minerales considerado uno de los más modernos de la Costa del Pacífico Sur, cuentan con un sistema de cintas transportadoras que trasladan el concentrado de mineral hacia la nave.

- Cereales, las operaciones de descarga se realizan a través de un sistema de dos torres neumáticas absorbentes totalmente automatizadas Torre Vigan- 400 Tm/h y Torre Bulher- 200 Tm/h, 59 silos con capacidad estática de 75,000 Tm de almacenamiento, una faja transportadora subterránea.

Este sistema se complementa con la operación de una grúa móvil con un clamshell de 21 mt3, lo que permite descargas de 300 Tm/h adicionales, logrando descargar 7200 Tm por día.
- Graneles Líquidos, sistema de embarque y 3 tanques con capacidad total de 3116 mt para el servicio de almacenamiento, siendo aceite vegetal y alcohol la carga movilizada por el puerto.

Cargas generales
- Carga Rodante, se tiene un muelle roll on/roll off con 36 m de largo, 24 m de ancho y 28 pies de calado.

- Almacenamiento, se tienen áreas acondicionadas para la carga,

Granos: Silos 75,000 tm
Minerales: Almacén techado 120,000 tm
Carga general: Áreas de Almacén techado 22,332.57 m²
Áreas de Almacén no techado: 157,754.15 m²
Alcohol	Tanque: 3,150 m³

### Contenedores
El terminal de contenedores cuenta con los siguientes servicios: Manipulación de contenedores, Transferencia de contenedores, Zona de Stacking, Consolidación y Desconsolidación, Almacenamiento de contenedores, Reparación de contenedores, Suministro de energía para contenedores refrigerados, Montaje y desmontaje.
El Terminal de Contenedores tiene un área de 22,112.23 m².